# 西立川駅

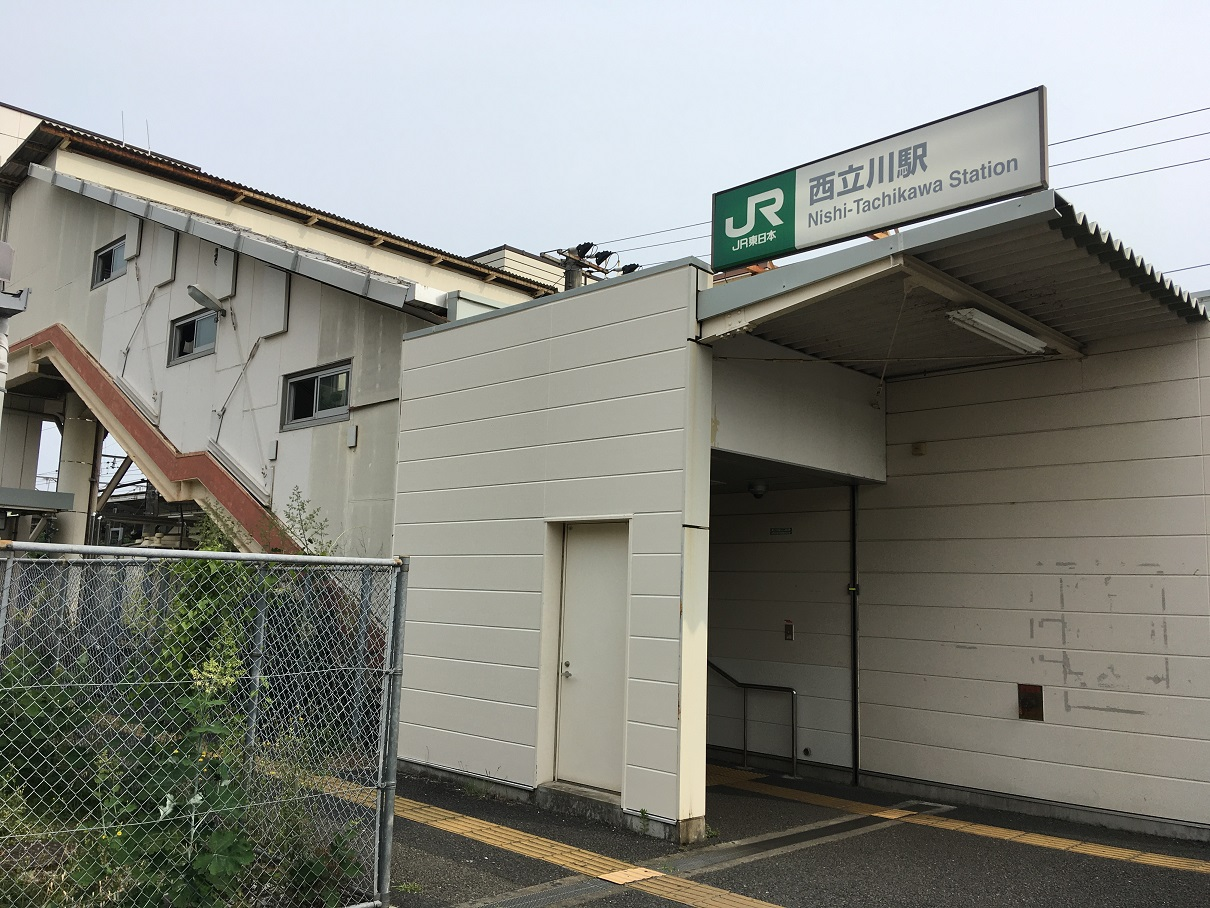
南口（2020年6月）

西立川駅（にしたちかわえき）は、東京都立川市富士見町一丁目（西側は昭島市東町）にある、東日本旅客鉄道（JR東日本）青梅線の駅である。駅番号はJC 51。八王子支社管轄。
国営昭和記念公園の最寄駅の一つ。公園の西立川口へは駅からデッキが繋がっており、スムーズに移動できる。

## 歴史
- 1930年（昭和5年）7月16日：青梅電気鉄道 西立川停留場開業[2]。旅客営業のみ[2]。
- 1931年（昭和6年）11月15日：南武鉄道貨物支線　西立川駅開業[2]。
- 1935年（昭和10年）6月19日：南武鉄道貨物支線　西立川駅が西立川停留場を併合し、旅客営業を開始[2]。
- 1944年（昭和19年）4月1日：青梅電気鉄道が戦時買収により国有化[2]。運輸通信省青梅線の駅となる。
- 1971年（昭和46年）1月1日：貨物取り扱いを廃止[2]。
- 1987年（昭和62年）4月1日：国鉄分割民営化に伴い、東日本旅客鉄道（JR東日本）の駅となる[2]。
- 1995年（平成7年）1月26日：自動改札機を設置し、供用開始[4]。
- 2001年（平成13年）11月18日：ICカード「Suica」の利用が可能となる[広報 1]。
- 2002年（平成14年）7月19日：公園口駅舎を改修し南口駅舎にあった窓口・自動券売機・自動改札機と公園口の券売機等を1箇所に集約、同時に施工のバリアフリー工事（改札内エスカレーター／エレベーター各1機設置）完成。
- 2005年（平成17年）3月25日：みどりの窓口の営業を終了し、「もしもし券売機Kaeruくん」を設置[5]。
- 2006年（平成18年）3月31日：発車メロディを当駅をモチーフに制作された松任谷由実「雨のステイション」へ変更[6][7]。同年6月30日までの3か月間の予定であったが、さらに1年間延長され[8]、それ以降も継続使用されている[7]。
- 2012年（平成24年）2月1日：「もしもし券売機Kaeruくん」を廃止、多機能券売機を設置。

## 駅構造
島式ホーム1面2線を持つ地上駅で、橋上駅舎を有している。マンションや住宅地側にある南口と国営昭和記念公園側に公園口が設けられている。
ホーム南側に側線が1本ある。当駅西方で青梅線の本線と青梅短絡線（営業キロが設定されていない、中央線や南武線から青梅線への、本線とは独立した渡り線）が合流する。また、東中神寄りに渡り線が敷設されている。側線にはホームが無く、2番線から青梅短絡線へ進入する事が出来ないため、上り列車で立川駅から南武線や中央本線下り方面へ向かう列車など青梅短絡線経由の列車は当駅を通過扱いとなる。
かつては立川寄りに安全側線が敷設されており、その線路が現在も残っている。
JR東日本ステーションサービスが業務を受託する業務委託駅で、立川営業統括センターが当駅を管理している。自動券売機や自動改札機が設置されている。有人のみどりの窓口は2005年に廃止され、それに代わるものとして、「もしもし券売機Kaeruくん」が設置されたが、2012年2月1日20時をもって営業終了し、撤去された。また、お客さまサポートコールシステムが導入されており、一部時間帯は遠隔対応のため改札係員は不在となる。
JR中央線と青梅線立川駅 - 青梅駅間は、2020年代前半（2021年度以降の向こう5年以内）をめどにオレンジ帯の電車へ2階建グリーン車を2両連結させ12両編成運転を行う。そのため当駅はホームの12両編成対応への改築工事や信号設備改良・構内配線の一部変更などが実施され、2024年10月12日までにこれらの工事を全て完了し、翌日10月13日より快速電車・青梅線における12両編成の運転が一部列車で開始された。
2023年11月2日より改札口が新型の扉（フラップ）なしタイプに変更された。

### のりば
| 番線 | 路線             | 方向 | 行先                         | 備考                                             |
| ---- | ---------------- | ---- | ---------------------------- | ------------------------------------------------ |
| 1    | 青梅線・五日市線 | 下り | 青梅・奥多摩・武蔵五日市方面 | 一部拝島駅から 五日市線へ直通                    |
| 2    | 青梅線・中央線   | 上り | 立川・新宿・東京方面         | 一部立川駅から 中央線へ直通 （東京方面行の列車） |

（出典：JR東日本:駅構内図）
| 運転番線 | 営業番線 | ホーム     | 青梅線本線立川・東京方面着発 | 青梅短絡線方面着発 | 青梅・奥多摩方面着発 | 備考     |
| -------- | -------- | ---------- | ---------------------------- | ------------------ | -------------------- | -------- |
| 下一     | なし     | ホームなし | 不可                         | 到着・出発可       | 到着・出発可         | 下り側線 |
| 下本     | 1        | 12両分     | 到着可                       | 到着可             | 出発可               | 下り本線 |
| 上本     | 2        | 12両分     | 出発可                       | 不可               | 到着可               | 上り本線 |

（出典：今尾恵介『JR東日本全線【決定版】鉄道地図帳vol.8 八王子支社管内編』学研プラス、2010年7月17日。ISBN 978-4-05-605769-0。）

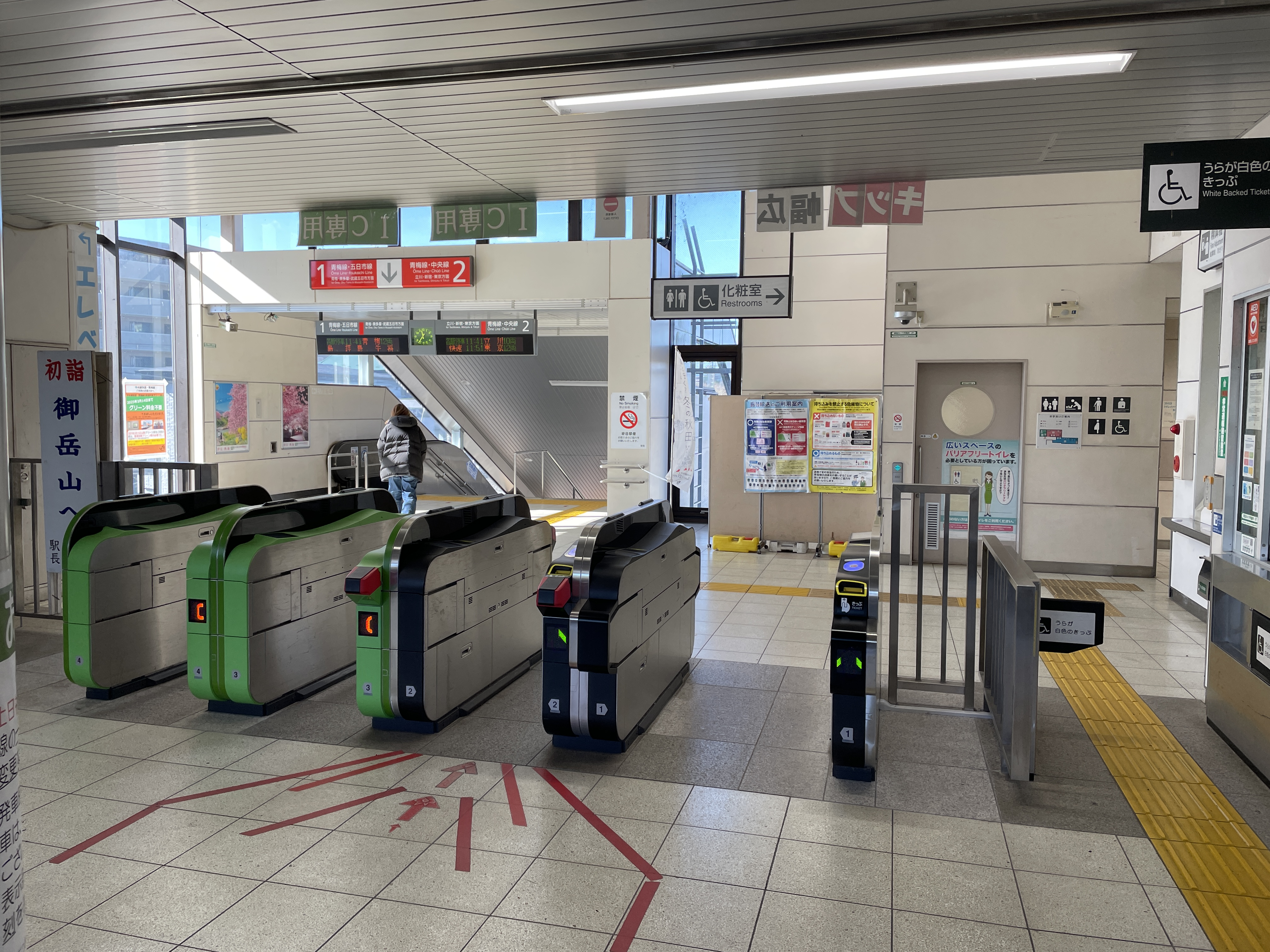
更新後の改札口（2025年1月）
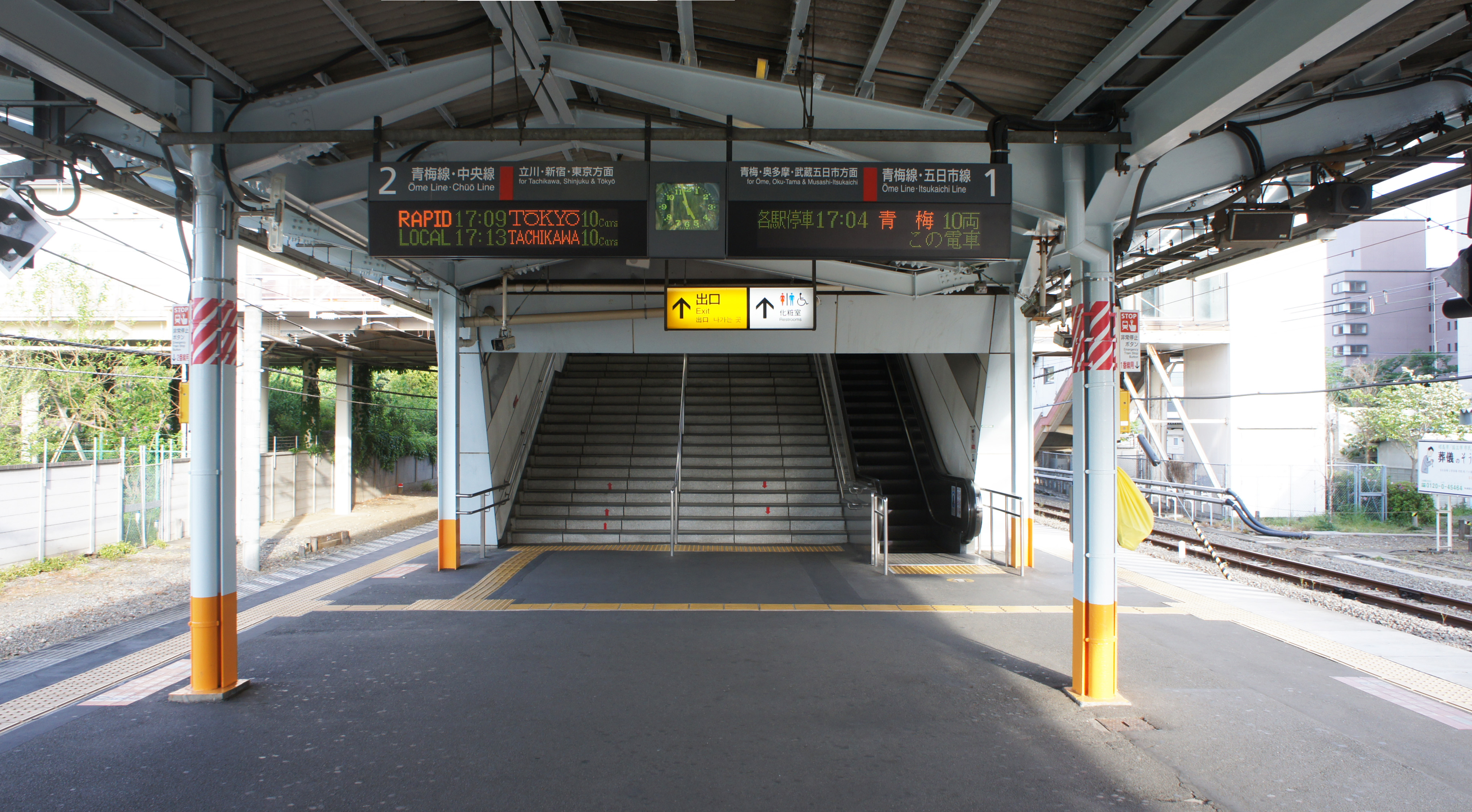
ホーム（2021年4月）
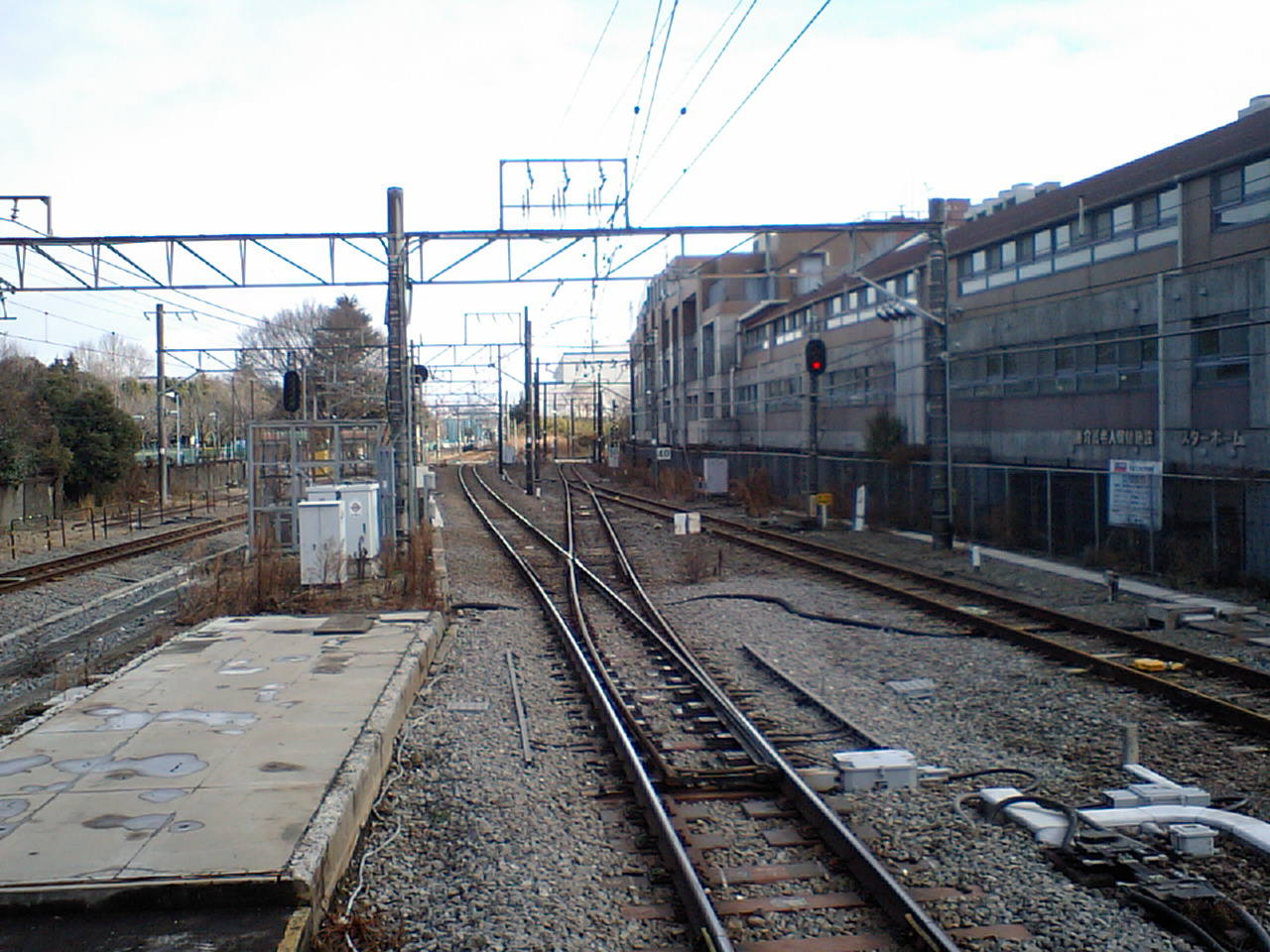
ホーム端からの立川方展望。左手複線が本線。右手奥に延びる単線が短絡線、一番右の線路が側線 （2009年1月）
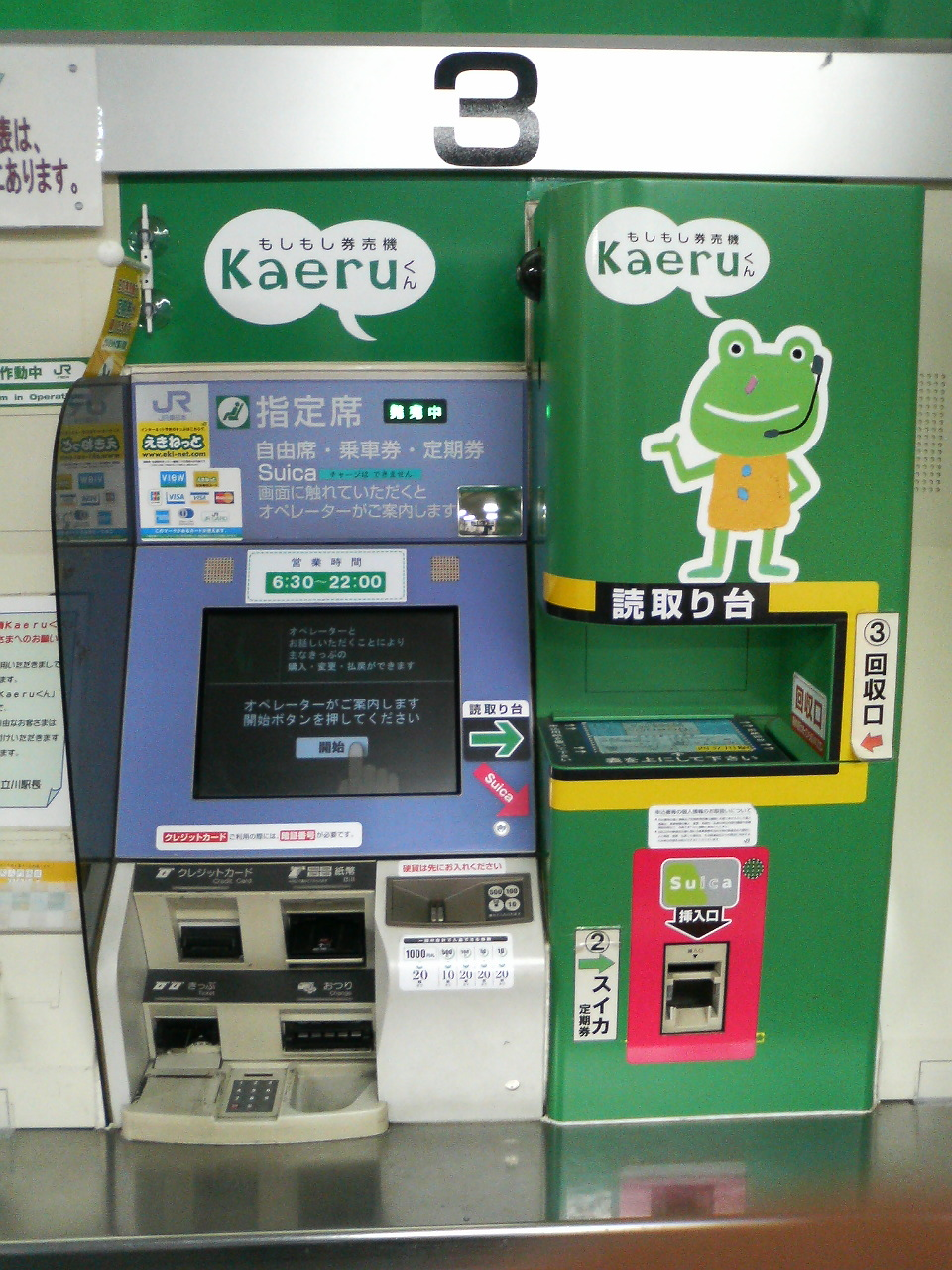
2012年2月まで同駅に設置されていた『もしもし券売機Kaeruくん』

## 利用状況
2023年度（令和5年度）の1日平均乗車人員は6,315人である。
1990年度（平成2年度）以降の1日平均乗車人員の推移は下記の通り。
| 年度               | 1日平均 乗車人員 | 出典     |
| ------------------ | ---------------- | -------- |
| 1990年（平成02年） | 4,973            | [ * 1 ]  |
| 1991年（平成03年） | 5,131            | [ * 2 ]  |
| 1992年（平成04年） | 5,534            | [ * 3 ]  |
| 1993年（平成05年） | 6,756            | [ * 4 ]  |
| 1994年（平成06年） | 6,249            | [ * 5 ]  |
| 1995年（平成07年） | 6,301            | [ * 6 ]  |
| 1996年（平成08年） | 6,351            | [ * 7 ]  |
| 1997年（平成09年） | 6,274            | [ * 8 ]  |
| 1998年（平成10年） | 5,888            | [ * 9 ]  |
| 1999年（平成11年） | 6,087            | [ * 10 ] |
| 2000年（平成12年） | 6,084            | [ * 11 ] |
| 2001年（平成13年） | 6,198            | [ * 12 ] |
| 2002年（平成14年） | 5,994            | [ * 13 ] |
| 2003年（平成15年） | 6,118            | [ * 14 ] |
| 2004年（平成16年） | 6,194            | [ * 15 ] |
| 2005年（平成17年） | 6,419            | [ * 16 ] |
| 2006年（平成18年） | 6,375            | [ * 17 ] |
| 2007年（平成19年） | 6,442            | [ * 18 ] |
| 2008年（平成20年） | 6,491            | [ * 19 ] |
| 2009年（平成21年） | 6,484            | [ * 20 ] |
| 2010年（平成22年） | 6,407            | [ * 21 ] |
| 2011年（平成23年） | 6,361            | [ * 22 ] |
| 2012年（平成24年） | 6,500            | [ * 23 ] |
| 2013年（平成25年） | 6,626            | [ * 24 ] |
| 2014年（平成26年） | 6,640            | [ * 25 ] |
| 2015年（平成27年） | 6,828            | [ * 26 ] |
| 2016年（平成28年） | 6,765            | [ * 27 ] |
| 2017年（平成29年） | 6,803            | [ * 28 ] |
| 2018年（平成30年） | 6,828            | [ * 29 ] |
| 2019年（令和元年） | 6,661            | [ * 30 ] |
| 2020年（令和02年） | 4,732            |          |
| 2021年（令和03年） | 5,098            |          |
| 2022年（令和04年） | 5,929            |          |
| 2023年（令和05年） | 6,315            |          |

## 駅周辺
- 国営昭和記念公園
- 残堀川
- 多摩地域支援拠点「産業サポートスクエア・TAMA」（公立大学法人首都大学東京昭島キャンパス跡地）
  - 経営サポート館（公益財団法人東京都中小企業振興公社多摩支社・東京都知的財産総合センター多摩支援室・東京都商工会連合会）
  - 多摩テクノプラザ（東京都立産業技術研究センター）
  - (公財)東京都農林水産振興財団
  - 多摩職業能力開発センター
- ウエルシア西立川駅南口店
- 立川市歴史民俗資料館
- 昭島市立東小学校
- 東京都立昭和高等学校

## バス路線
当駅には駅前ロータリーが存在しないため、徒歩約5分ほどの「西立川」停留所が最寄りとなる。立72は西武バスの運行、それ以外は全て立川バスの運行である。
東方向
- 立72・立80・立81・立82・立85・立88：立川駅北口

西方向
- 立72：立川駅南口
- 立80：拝島操車場
- 立81：昭島駅南口
- 立82：拝島駅
- 立85：東中神駅
- 立89：福生営業所

## 付記
2002年3月に西立川商店街振興組合から西立川駅を昭和記念公園駅に変更するよう要望を出したことがある。

## 隣の駅
東日本旅客鉄道（JR東日本）
 青梅線
■特別快速「ホリデー快速おくたま」（土休日のみ）
立川駅  (JC 19) - 西立川駅 (JC 51) - 拝島駅 (JC 55)
■通勤特快（平日上りのみ）・■青梅特快・■通勤快速（平日下りのみ）・■快速・■各駅停車（以上はいずれも青梅線内は各駅に停車）
立川駅 (JC 19) - 西立川駅 (JC 51) - 東中神駅 (JC 52)

### 記事本文

##### 広報資料・プレスリリースなど一次資料
1. ↑  “Suicaご利用可能エリアマップ（2001年11月18日当初）” (PDF).   東日本旅客鉄道. 2019年7月27日時点のオリジナルよりアーカイブ。2020年4月27日閲覧。

### 利用状況
1. ↑  東京都統計年鑑 - 東京都
2. ↑  立川市統計年報 - 立川市
3. ↑  統計あきしま - 昭島市

JR東日本の2000年度以降の乗車人員
1. ↑  各駅の乗車人員（2000年度） - JR東日本
2. ↑  各駅の乗車人員（2001年度） - JR東日本
3. ↑  各駅の乗車人員（2002年度） - JR東日本
4. ↑  各駅の乗車人員（2003年度） - JR東日本
5. ↑  各駅の乗車人員（2004年度） - JR東日本
6. ↑  各駅の乗車人員（2005年度） - JR東日本
7. ↑  各駅の乗車人員（2006年度） - JR東日本
8. ↑  各駅の乗車人員（2007年度） - JR東日本
9. ↑  各駅の乗車人員（2008年度） - JR東日本
10. ↑  各駅の乗車人員（2009年度） - JR東日本
11. ↑  各駅の乗車人員（2010年度） - JR東日本
12. ↑  各駅の乗車人員（2011年度） - JR東日本
13. ↑  各駅の乗車人員（2012年度） - JR東日本
14. ↑  各駅の乗車人員（2013年度） - JR東日本
15. ↑  各駅の乗車人員（2014年度） - JR東日本
16. ↑  各駅の乗車人員（2015年度） - JR東日本
17. ↑  各駅の乗車人員（2016年度） - JR東日本
18. ↑  各駅の乗車人員（2017年度） - JR東日本
19. ↑  各駅の乗車人員（2018年度） - JR東日本
20. ↑  各駅の乗車人員（2019年度） - JR東日本
21. ↑  各駅の乗車人員（2020年度） - JR東日本
22. ↑  各駅の乗車人員（2021年度） - JR東日本
23. ↑  各駅の乗車人員（2022年度） - JR東日本
24. ↑  各駅の乗車人員（2023年度） - JR東日本

東京都統計年鑑
1. ↑  東京都統計年鑑（平成2年）
2. ↑  東京都統計年鑑（平成3年）
3. ↑  東京都統計年鑑（平成4年）
4. ↑  東京都統計年鑑（平成5年）
5. ↑  東京都統計年鑑（平成6年）
6. ↑  東京都統計年鑑（平成7年）
7. ↑  東京都統計年鑑（平成8年）
8. ↑  東京都統計年鑑（平成9年）
9. ↑  東京都統計年鑑（平成10年） (PDF)
10. ↑  東京都統計年鑑（平成11年） (PDF)
11. ↑  東京都統計年鑑（平成12年）
12. ↑  東京都統計年鑑（平成13年）
13. ↑  東京都統計年鑑（平成14年）
14. ↑  東京都統計年鑑（平成15年）
15. ↑  東京都統計年鑑（平成16年）
16. ↑  東京都統計年鑑（平成17年）
17. ↑  東京都統計年鑑（平成18年）
18. ↑  東京都統計年鑑（平成19年）
19. ↑  東京都統計年鑑（平成20年）
20. ↑  東京都統計年鑑（平成21年）
21. ↑  東京都統計年鑑（平成22年）
22. ↑  東京都統計年鑑（平成23年）
23. ↑  東京都統計年鑑（平成24年）
24. ↑  東京都統計年鑑（平成25年）
25. ↑  東京都統計年鑑（平成26年）
26. ↑  東京都統計年鑑（平成27年）
27. ↑  東京都統計年鑑（平成28年）
28. ↑  東京都統計年鑑（平成29年）
29. ↑  東京都統計年鑑（平成30年）
30. ↑  東京都統計年鑑（平成31年・令和元年）